# محطة إنريكو فيرمي لتوليد الطاقة النووية
محطة إنريكو فيرمي لتوليد الطاقة النووية هي محطة للطاقة النووية على شاطئ بحيرة إري بالقرب من مونرو، في فرينشتاون تشارتر تاونشيب، ميشيغان، بمساحة 1000 فدان (4 كيلومترات مربعة) تقريبًا. تُشغل جميع وحدات المحطة من قبل شركة دي تي إي للطاقة الكهربائية وتملكها الشركة الأم المسماة دي تي إي للطاقة (100%). تقع في منتصف الطريق تقريبًا بين ديترويت وميشيغان وتوليدو بولاية أوهايو. يمكن رؤيتها من أجزاء من أمهرستبورغ وكولشيستر، أونتاريو، وأيضًا على شاطئ بحيرة إري في مقاطعة أوتاوا، أوهايو إلى جانب أوهايو تورنبايك. بُنيت وحدتان على هذا الموقع. بدأ بناء الوحدة الأولى في 4 أغسطس عام 1956 ووصلت إلى الحرجية الأولية في 23 أغسطس عام 1963، وحصلت الوحدة الثانية على تصريح البناء في 26 سبتمبر عام 1972. وصلت إلى الحرجية (وجهًا لوجه) في 21 يونيو عام 1985 وأُعلنت تجاريًا في 18 نوفمبر عام 1988. يتصل المصنع بخطين منفصلين للدائرة الواحدة بجهد 345 كيلوفولط وثلاثة خطوط 120 كيلوفولط. يجري تشغيلهما وصيانتهما عن طريق شركة آي تي سي ترانسميشن.
سُميت المحطة على اسم الفيزيائي النووي الإيطالي إنريكو فيرمي، الذي أتت أغلب شهرته من عمله على تطوير أول مفاعل نووي بالإضافة إلى العديد من المساهمات الرئيسية الأخرى في الفيزياء النووية. حصل فيرمي على جائزة نوبل في الفيزياء لعام 1938 عن عمله في مجال النشاط الإشعاعي المستحث.
في 5 أكتوبر عام 1966، عانت فيرمي 1، وهي نموذج مفاعل استنسال سريع أولي، انصهارًا جزئيًا للوقود، رغم عدم إطلاقه أي مادة مشعة. توقف صنعه بعد الإصلاحات بحلول عام 1972.
في 8 أغسطس 2008، أُخِذ جون ماكين في جولة لمدة 45 دقيقة في المحطة، ليصبح أول مرشح نشط في الحملة الانتخابية يزور مصنعًا نوويًا.

## فيرمي 1
كانت وحدة نموذج مفاعل الاسنتنسال السريع الأولي بقدرة 69 ميغاواط كهربائي «فيرمي 1» قيد الإنشاء والتطوير في الموقع منذ عام 1956 وحتى عام 1963. ووصلت إلى الحرجية الأولية في 23 أغسطس عام 1963. تعرضت فيرمي 1 في 5 أكتوبر عام 1966 لانهيار جزئي للوقود. تعرضت اثنتان من 92 مجموعة وقود لأضرار جزئية. وفقًا للجنة التنظيمية النووية الأمريكية، لم يُطلق أي نشاط إشعاعي غير طبيعي في البيئة. كانت فيرمي 1 تصميمَ مفاعل استنسال سريع مبرد بالمعادن السائلة (الصوديوم). كانت هذه التصاميم  قادرة على إنتاج 200 ميغاواط من الطاقة الحرارية أو 69 ميغاواط من الطاقة الكهربائية مع 26% من وقود اليورانيوم المعدني المخصب. كان قسم اليورانيوم المخصب في المفاعل (النواة) أسطوانة قطرها 30 بوصة بارتفاع 30 بوصة بالإضافة إلى احتوائها على 92 مجموعة وقود. كان اللب محاطًا بـ548 مجموعة إضافية تحتوي على اليورانيوم المستنفد. بلغت هذه التجمعات نحو 2.5 بوصة مربعة بطول يقارب ثمانية أقدام. احتوى الجزء الأساسي فقط على اليورانيوم المخصب، بينما وُضع اليورانيوم المستنفد في الأعلى والأسفل داخل التجميعات. احتوى اللب أيضًا على قضيبي تحكم و8 قضبان أمان. صُممت المحطة بقدرة 430 ميغاواط و125 ميغاواط باستخدام وقود أكسيد اليورانيوم الأحدث، ولكن أُغلق المصنع قبل طلب الوقود.